# Pentagonhexakontaéder
A geometriában a pentagonhexekontaéder egy Catalan-test. A pisze dodekaéder arkhimédészi test duálisa. Két különböző formája van, amelyek egymás tükörképei. 92 csúcsa van, amelyek 60 ötszögletű lapot ölelnek körbe. A Catalan-testek közül ez rendelkezik a legtöbb csúccsal. Az arkhimédészi és Catalan-testek közül ez a második legtöbb csúccsal rendelkező, a csonka ikozidodekaéder után, amelynek 120 csúcsa van.

## Ortogonális vetületek
A pentagonhexakontaédernek három szimmetriapozíciója van, kettő a csúcsokon és egy középső élen. 
| Projektív szimmetria | [3] | [5] + | [2] |
| Kép                  |     |       |     |
| Dupla kép            |     |       |     |

## Fordítás
- Ez a szócikk részben vagy egészben  a   Pentagonal hexecontahedron című angol Wikipédia-szócikk ezen változatának fordításán alapul.  Az eredeti cikk szerkesztőit annak laptörténete sorolja fel. Ez a jelzés csupán a megfogalmazás eredetét és a szerzői jogokat jelzi, nem szolgál a cikkben szereplő információk forrásmegjelöléseként.